# Link (personaje)
Link (リンク Rinku) es el nombre del protagonista de la serie de videojuegos The Legend of Zelda de Nintendo, creada por Shigeru Miyamoto en 1986, una de las franquicias más exitosas de la empresa (hasta 2007, ha vendido más de 47 millones de copias a nivel mundial). La popularidad de Zelda ha dado lugar a varias encarnaciones de la trama original y, por ende, de Link; el personaje hizo su primera aparición en el título homónimo, como un héroe épico que lucha contra el mal. Además de los videojuegos de Nintendo, Link ha sido incorporado una variedad de productos, que van desde las historietas hasta una serie animada de televisión. En 2005, fue galardonado con una estrella en la atracción Walk of Game radicada en San Francisco, California, lugar en el que también figuran los reconocimientos de Mario y Sonic the Hedgehog. Entre 2002 y 2010, Link ha sido votado el personaje más popular de videojuegos en GameFAQs 4 veces.
Link es descrito generalmente como un joven Hyliano que reside en el Reino de Hyrule. En sus inicios, aparecía como un simple espadachín, pero con el paso del tiempo y el lanzamiento de nuevos juegos, su edad (en un rango que oscila entre los siete y los dieciocho años), apariencia e identidad han sido cambiadas. No obstante, algunas características del personaje han permanecido inalterables: por ejemplo, siempre viste una túnica y un gorro de color verde (a excepción de Breath of the Wild y Tears of the Kingdom), un par de botas, una espada y un escudo. Conforme avanza la trama de un juego, Link va adquiriendo una gran variedad de objetos, que incluyen ganchos (que se estiran y retraen), bumeranes, bombas, un arco y diversos tipos de flechas, máscaras, capas, botas y espadas más poderosas (siendo la más conocida la Espada Maestra), así como diferentes tipos de instrumentos musicales (la ocarina y la flauta son un par de ejemplos), entre otros. Cabe señalar que es el portador de la Trifuerza del Valor, sirviéndole también como protección contra la magia oscura.
El objetivo primordial del protagonista de The Legend of Zelda es viajar a través de Hyrule para derrotar a criaturas y fuerzas malignas, incluyendo al antagonista principal de la franquicia, Ganondorf, buscando al mismo tiempo ayudar a la Princesa Zelda a salvar su hogar.

## Atributos del personaje
Link es considerado el mejor "héroe de los videojuegos" de Nintendo debido a que posee una gran valentía. Además, es poseedor de la trifuerza del valor, la cual lo hace salir avante de todas las situaciones posibles. Aunado a esto, es un gran espadachín, arquero, jinete, ejecutante musical, y a menudo suele verse su gran habilidad a la hora del combate, sin mencionar su relación con los personajes en algunos casos muy cercana y beneficiosa en sus aventuras.
Además, Link normalmente es presentado con una excelente condición física, realizando saltos mortales fácilmente, así como ser capaz de realizar sumo, como se ve en Twilight Princess. A pesar de esto, Link, por lo general se encuentra indefenso sin un arma o un objeto. Esto se ve en The Wind Waker, donde Link pierde su espada después de ser lanzado a la Isla del Diablo y debe utilizar sus habilidades sigilosas para moverse por la isla llena de enemigos. Aunque en algunos juegos, Link es fácilmente capaz de recoger piedras de gran tamaño o empujar bloques de su tamaño, en otros juegos se ve obligado a usar brazaletes especiales o guantes para aumentar aún más su fuerza.
Link es capaz de utilizar hechizos como el Fuego de Din, siempre que posea una barra de magia, que suele ser concedida por una Gran Hada. Link también tiene talento para tocar una amplia variedad de instrumentos, tales como la ocarina del Tiempo, lira de la diosa. Estos objetos musicales sirven de gran ayuda a Link para superar los obstáculos de sus aventuras.
La Trifuerza del Valor no exime a Link de todo temor, sino que le ayuda a enfrentarlo. Sobre todo Toon Link demuestra miedo e impresión por sus enemigos, pero gracias a su valentía los acaba enfrentando. Esta característica le da un papel de maestro para el jugador, que al ponerse en la piel del avatar piensa "antes este desafío me parecía difícil, pero ahora lo he superado". Es por este motivo que Link es considerado tan buen personaje, porque es el héroe por excelencia. Es valiente y ayuda a sus prójimos y sirve como una encarnación del jugador que le enseña (especialmente a los más pequeños) que todo se puede lograr y que la fuerza de voluntad es el mejor arma posible.
Link es también una persona inteligente que puede resolver puzles complicados sacando los sistemas lógicos de los mismos, esto se evidencia en toda la saga.

### Padre y madre de Link
Poco se sabe sobre sus padres ya que nunca han aparecido en ninguno de los videojuegos de esta saga. Sin embargo, de manera no canónica estos aparecen en el Manga de The Legend Of Zelda Ocarina of Time el sabio Rauru le explica a Link que su padre era uno de los Guardianes de la Familia Real, un caballero Hylian que se encontró con la muerte en batalla. En el Comic de The Legend Of Zelda A Link to the Past el padre de Link aparece como amigo de Agahnim mientras que en el Manga The Legend Of Zelda Four Swords se aparece como un caballero corrompido por Vaati. Existe otro cómic cuyo personaje principal es el padre de Link basado en The Legend Of Zelda Ocarina of Time, donde este le teme a la Guerra Civil de Hyrule y decide marcharse con su familia al bosque Kokiri. Inspirado en este último cómic y el resto de apariciones no canónicas. En Breath of the wild, se sabe que, durante sus primeros años, Link vivió en Pueblo Hatelia con su padre, uno de los guardias de la familia real de Hyrule.

### Relaciones
Las relaciones de Link con los otros dos personajes principales han sido un aspecto definitorio de la serie. Ganon, Zelda y Link encarnan las tres piezas de la Trifuerza, con Ganon representando el Poder, Zelda representando la Sabiduría y Link representando el Coraje. Esta trinidad dicta las relaciones duraderas de los tres personajes que se reencarnan repetidamente a lo largo de la serie en una batalla interminable por el bien y el mal. La naturaleza de la relación entre Zelda y Link ha sido objeto de especulación y sigue siendo ambigua. Una relación romántica se enfatizó particularmente en un "tráiler romántico" oficial de Skyward Sword. En una entrevista con Game Informer, Aonuma dijo: "Queríamos que el jugador sintiera que es una persona muy importante para mí, a quien necesito encontrar. Usamos ese indicio de romance entre los dos para tocar la fibra sensible".

## Reencarnaciones de Link
Link, como héroe elegido por la Diosa Hylia, se reencarna a lo largo de la saga de Zelda. Todas las encarnaciones de Link tienen una serie de características comunes, las cuales son su apariencia física, su valentía y abnegación.
Para más información acerca de cada juego vea los artículos específicos de cada uno de ellos.

### The Legend of Zelda: Skyward Sword(2011)
Es el primer Link de la cronología. En este juego, Link se nos presenta como un joven de unos 17 años tímido y con aretes, aprendiz de caballero. Tiene una estrecha amistad con Zelda, que es la hija del director de la Escuela de Caballeros.
Ambos viven en Neburia (Altárea en la versión española), un continente que flota sobre un mar de nubes en el Cielo; por lo que los ciudadanos de este lugar utilizan a unos pájaros llamados Neburís (pelícaros en la versión española) para viajar de isla en isla. El Neburí de Link es de color rojo, siendo este un color muy inusual en estas aves.
La historia del juego se desencadena realmente tras el "torneo de la diosa": una vez Link gana el evento, Zelda (elegida sacerdotisa de la diosa) le entrega de premio una especie de manto sagrado, y se van los dos solos a volar por el cielo. En ese momento, un tornado se lleva a Zelda y a su ave, por lo que Link deberá partir en su búsqueda.
A partir de aquí, Link descubrirá que su destino está marcado, ya que es el Elegido de la diosa, y que bajo el manto de nubes sobre el que flota Neburia existe un mundo desconocido llamado "Las tierras inferiores". Deberá adentrarse en ese territorio siguiendo los pasos de Zelda, acompañado por Fay, un misterioso espíritu con figura femenina creado únicamente para ayudar al Elegido de la diosa.

### The Legend of Zelda: Ocarina of Time(1998)
Es el cuarto Link de la Cronología (Línea del Héroe del Tiempo). Este juego comienza con un niño de 10 años que vive en el Bosque Kokiri marginado por ser el único habitante del lugar que no tiene su propia hada guardiana.
Durante varias noches, sufrió de terribles pesadillas que le quitaban el sueño, en las que veía un inmenso castillo del que escapaba una mujer con una misteriosa chica, perseguidas por un hombre de aspecto oscuro y de aviesas intenciones.
El niño es llamado una mañana ante el Venerable Árbol Deku, quien le encomienda la misión de partir en una gran aventura y le asigna a Navi como hada guardiana.
Tras llegar al castillo de Hyrule, Zelda y Link, el único que cree en las premoniciones de la princesa, se alían para luchar contra Ganondorf, el malvado líder de las Gerudo que jura falsamente lealtad al rey, para evitar que este se apodere de la sagrada Trifuerza. Juntos traman una conspiración para obtener las tres piedras espirituales que, junto con la Ocarina del Tiempo, son necesarias para abrir las puertas del templo del tiempo donde se encuentra esta reliquia y poder obtenerla antes que el villano, evitando así que la premonición se cumpla y el reino quede sumido en el caos.
No obstante, el destino parecía haber decidido que Ganondorf se apoderara de ella. Link obtiene la Ocarina del Tiempo, el tesoro de la Familia Real de Hyrule, y se dirige al Templo del Tiempo. En su interior, Link encuentra la Espada Maestra, el arma legendaria de Hyrule, de la cual se dice que solo puede ser usada por alguien digno de ser un verdadero héroe. Al sacar la Espada Maestra del Pedestal del Tiempo, abre la puerta al Sagrado Reino donde se encuentra la Trifuerza. Lamentablemente, Ganondorf sigue a Link, entra al sagrado reino y obtiene la Trifuerza. Link queda atrapado en el sagrado reino 7 años, dado que «estaba destinado a ser el Héroe del Tiempo, pero no era lo suficientemente mayor para poder utilizar la espada maestra, así que su espíritu quedó prisionero». El joven Link se percata de que ha crecido y tiene 17 años. Con ello posee el aspecto de un hombre fuerte, que además porta la sagrada Trifuerza del Valor, siendo su espíritu (pero no su cuerpo) capaz de viajar en ese intervalo de 7 años mediante «la corriente del Río del Tiempo» gracias a la Espada Maestra convirtiéndose así en el legendario Héroe del Tiempo. Link entonces es enviado por Rauru, el Sabio de la Luz, a despertar a los cinco sabios restantes para así salvar a Hyrule.
En la travesía del juego, Link debe enfrentarse a laberintos y templos para despertar a los cinco sabios. La primera termina siendo su amiga de la infancia Saria, en el templo del bosque, resguardado por el fantasma maligno Phantom Ganon, un oscuro fantasma creado por el mismo Ganandorf (esto se descubre cuando al final de la pelea se oye la voz de Ganandorf diciendo que era un mero títere), el segundo es el rey de los Goron: Darunia, en el templo del fuego vigilado por el dragón de fuego Volvagia; la tercera es la princesa de los Zora: Ruto, en el templo del agua, para ayudarla a salvar a su raza de quedar congelada para siempre Link deberá vencer al monstruo Morpha, una especie de encéfalo capaz de dominar por completo el agua que lo rodea. El cuarto sabio que debe despertar es la guardaespaldas de Zelda Impa, en el templo de la sombra donde tiene que enfrentarse al jefe Bongo Bongo, una enorme bestia cuyas manos están separadas del cuerpo y un ojo rojo en el centro que es su punto débil, este durante toda la batalla estará golpeando un bongo el cual es la plataforma que Link podrá pisar sin resultar herido. Por último está el templo del espíritu en el Coloso del desierto cercano al Valle Gerudo, ahí se encontrará a la última sabia en ser despertada, Nabooru, la jefa de los Gerudos y mano derecha del vil Ganondorf. Sin embargo, en ese entonces su cerebro había sido lavado para obedecer a Ganandorf, esto fue hecho por las últimas jefas: las brujas Birova. Estas son dos hermanas mellizas, una capaz de manejar el hielo y la otra manejar el fuego. En la segunda parte del combate contra ellas, se fusionan para crear una versión más poderosa de ellas.
Con la ayuda de los Sabios de Hyrule y de la Princesa Zelda consigue encerrar a Ganondorf en el Reino Sagrado, el cual pasó a llamarse Reino Oscuro desde aquel entonces.
Zelda usa la Ocarina de Tiempo para regresar a Link a su época. Link, ahora siendo un niño otra vez, vuelve el Templo del Tiempo, donde Navi se separa de él. Al final del juego, Link va a ver a la joven Zelda, igual que cuando se conocieron por primera vez y crea un universo en el que Ganondorf jamás obtuvo la Trifuerza y los sucesos del juego no sucedieron.
Mientras tanto, en un universo paralelo, Ganondorf logró matar a Link, lo que comienza los sucesos de A Link to the Past.

### The Legend of Zelda: Majora's Mask(2000)
Majora's Mask transcurre un tiempo después de los acontecimientos de Ocarina of Time, por lo que es la misma persona y se deduce que Link ya había cumplido los 12 años. Este Link al igual que Ocarina of Time, es el mismo, es el quinto de la cronlogía (Línea de Link Niño). La historia comienza cuando Link se va de viaje a buscar a Navi (recordemos que al final del Ocarina of Time, Navi se va por la ventana del Templo del Tiempo).
Una vez se adentra en lo profundo de los Bosques Perdidos, un Skull Kid que lleva la máscara de Majora y dos hadas hermanas (Taya y Tael) le roban su yegua Epona y la Ocarina del tiempo. Link los persigue sin éxito, hasta que cae por un túnel.
Al despertar, el Skull Kid utiliza la fuerza de la máscara de Majora para convertirlo en un niño Deku. El Skull Kid se marcha, dejando atrás a Taya, que se quedará encerrada con Link. En este momento, Taya acompañará a Link con el único propósito de reunirse de nuevo con su hermano Tael.
Tras avanzar por unas habitaciones, Link llega a una torre de reloj y se encuentra con el misterioso Vendedor de máscaras, que le explica a Link que la máscara de Majora posee a quien la lleva con un poder maligno. También le dice que le ayudará si le lleva la máscara de Majora.
Al salir de allí, Link no está en Hyrule, sino en un territorio paralelo llamado Términa, donde aparecen muchos personajes del Zelda Ocarina of Time pero con otra personalidad. Descubre que la Luna va a caer sobre Términa en tres días, justo cuando se celebra el famoso Carnaval del Tiempo.
A partir de aquí, Link deberá ir contrarreloj, puesto que solo tiene tres días para conseguir la máscara de Majora y que el vendedor de la tienda de máscaras le ayude a recuperar su forma humana. Lucha contra Skull Kid y, aunque no le consigue vencer, recupera su Ocarina. Gracias a ella, toca la Canción del Tiempo y regresa al primer día.
El vendedor de máscaras se enfada con Link por no haber conseguido la máscara, pero le devuelve a su forma humana. Conservará la máscara deku, y así puede convertirse en deku cuando se la ponga.
Para evitar la caída de la Luna sobre Términa, Link debe despertar a cuatro gigantes que están en sus respectivos Templos. Según los va llamando, los lugares afectados por los poderes malignos de Skull Kid vuelven a la normalidad. También obtendrá máscaras para convertirse en Zora o en Goron. Sin embargo, una vez derrotado Skull Kid, es la máscara misma la que se revela como el villano a vencer. La máscara se va a la luna para darle más poder y así arrasar con Termina.
Link le persigue y obtiene la máscara de la Fiera Deidad, que contiene el espíritu de quien una vez se enfrentó a la máscara de Majora. Esta máscara otorga grandes poderes a Link y lo convierte en un fornido guerrero con poderes similares a los de la máscara Majora.
Al final, Link logra exorcizar al demonio que se ocultaba en la máscara y con ello la paz vuelve a reinar sobre Termina.

### The Legend of Zelda(1986)
Este Link es cuarto de la cronología (El Último Héroe). En este juego, Link tenía el cabello de color café y la mitad de su estatura actual. Trataba de salvar a la princesa Zelda de las garras de Ganon, el cual tenía el aspecto de un cerdo gigante.
Se cuenta cómo el villano está libre de nuevo y Link no tiene más que un escudo para combatirlo, por lo que tendrá que buscar armas y las piezas de la Trifuerza de la sabiduría.
A pesar de ser el primer episodio en salir a la venta, no es el primero dentro del orden cronológico de la saga, aunque con toda seguridad a estas alturas no se tenía ninguna cronología planeada.

### Zelda II: The Adventure of Link(1987)
Se trata del quinto Link (El Último Héroe). Hace mucho el poder de la Trifuerza se encontraba todo en el rey de Hyrule. Cuando el rey murió, el artefacto fue dividido y el trono entonces no lo podía heredar. Antes de morir, el rey le dijo a Zelda dónde podría encontrar las partes de la Trifuerza. Como la princesa no diría jamás ese secreto, un mago la puso a dormir para siempre y murió en la exasperación. Desde entonces, el príncipe dijo que todas las descendientes se llamarían Zelda. Miles de años después, Impa, la niñera de la princesa Zelda, conduce a Link (el mismo del anterior juego ya con 16 años) al castillo del norte de Hyrule donde le cuenta la historia y le da seis cristales y algo escrito en una extraña lengua, pero que Link pudo leer: él tendría que ir al valle de la muerte y conseguir la Trifuerza del Valor para así salvar a la princesa. Al despertarla lucharía contra Link sombra.
Este fue el segundo juego de la saga en salir a la venta, pero no correspondió con el segundo lugar dentro de la cronología de la saga.

### The Legend of Zelda: Oracle of Seasons(2001)
Oracle of Seasons, se produce un tiempo antes de los eventos de Link's Awakening. La Trifuerza guía a Link a una misión en una tierra lejana, Holodrum. Link tendrá que salvar a Din, el Oráculo de las Estaciones, del General de la Oscuridad, Onox.
Al estar combinado con The Legend of Zelda: Oracle of Ages, si se terminan los dos, el juego proporcionará una serie de claves para seguir el juego y derrotar a Birova y a Ganon.

### The Legend of Zelda: Oracle of Ages(2001)
Link se encuentra en otra tierra, Labrynna, a donde él es transportado mágicamente por la Trifuerza. Link tiene que viajar por el tiempo para salvar al Oráculo de los Tiempos, Nayru, cuyo cuerpo ha sido poseído por Veran, la Hechicera de las Sombras. Hay que cambiar el pasado para así cambiar el presente. En una parte de la serie Veran se transfiere al cuerpo de la reina Ambi para que todos los súbditos del reino la obedezcan y así atrapar a Nayru, Ralph y Link.

### The Legend of Zelda: A Link to the Past(1991)
Siglos antes de A Link to the Past, en el universo en el que Ganondorf mató a Link, Ganon y su malvada armada fueron exiliados de Hyrule. El portal fue protegido mágicamente por siete sabios, mientras que la prisión de Ganondorf fue el Reino Oscuro.
Un día, el malvado mago Agahnim apareció ante la corte del rey de Hyrule. Logró hacer que Ganon pudiese regresar a Hyrule. La princesa Zelda, descendiente del séptimo sabio, tiene telepatía y piensa utilizarla antes de ser demasiado tarde. El tío de Link admite que eso está más allá de sus posibilidades y le cede a Link su espada. El héroe comienza la aventura buscando tres medallones mágicos y tratando de encontrar la legendaria Espada Maestra para vencer a Agahnim. Link tiene que entrar al Reino Oscuro para salvar a siete chicas atrapadas en prisiones de cristal y también vencer a Ganondorf. Cuando Link encuentra la Trifuerza y posa sus manos sobre ella como una persona con un corazón puro y equilibrado, la paz y la prosperidad regresan a Hyrule, y la Espada Maestra vuelve a su pedestal.
En este juego se agregan figuras grabadas en el escudo de Link.

### The Legend of Zelda: The Wind Waker(2002)
Pero en una pequeña isla, llamada Isla Initia, la leyenda aún se recuerda y visten a todos los jóvenes con túnicas verdes en honor al héroe cuando cumplen cierta edad.
Link es un niño de diez años que vive en esta isla con su abuela y su hermana Abril. Todo comienza el día en que Link cumple la edad del Héroe Legendario. Como dice la tradición, todos los niños que llegan a esa edad deben vestirse con ropas verdes para así convertirse en hombres valientes y fuertes. Pero precisamente ese día, un pájaro gigante aparece por Isla Initia dejando caer a una chica con atuendo de pirata en un bosque cercano. Link decide ir a ver lo ocurrido y conoce a Tetra, la capitana de un barco pirata. Tras esto, el pájaro gigante vuelve por la carga y, por confusión, secuestra a Abril. Es así como Link emprende un viaje en busca de su hermana.
Es lanzado a la isla del diablo con un cañón y es rescatado por Mascarón Rojo, que lo ayuda a viajar por el gran océano consiguiendo los tres orbes (orbe de Din, Farore, y Nayru) para poder entrar a la torre de los dioses donde está la entrada al fondo del océano donde Link encuentra la Espada Maestra y la usa para salvar a su hermana.
Tetra descubre su herencia y Mascarón Rojo se revela como el rey de Hyrule. Tetra se transforma en Zelda debido a que el collar que porta es el fragmento de la Sabiduría y que Zelda es su verdadera identidad. Después restablece el poder de la Espada con Medli y Makar y busca los fragmentos de la Trifuerza del Valor que ya dejó su ancestro. Al tenerlas todas recibe el título de Héroe de los Vientos.
Con todo el poder restablecido, regresa al fondo del mar donde está Hyrule. Rompe el campo de fuerza que Ganondorf usa como división del reino y se encuentra con Zelda. Derrotando a Ganon transformado, él y Zelda con las flechas de luz le ayudan a Link a enterrar la Espada Maestra en Ganondorf convirtiéndolo en el nuevo pedestal de la espada, petrificándolo.
Después, Link y Tetra zarpan a nuevas tierras para formar el nuevo Hyrule, comenzando Phantom Hourglass.
Este Link es un personaje secreto en el juego Super Smash Bros. Brawl, llamado Toon Link.

### The Legend of Zelda: Phantom Hourglass(2007)
Varios meses después de los sucesos de Wind Waker, Link, Tetra y sus piratas se encuentran explorando los mares en busca de un misterioso barco fantasma que según se rumorea se lleva a los marineros y residentes a las islas cercanas. Tetra, convencida de que este supuesto barco fantasma solo es un grupo de piratas que causan problemas, decide ir personalmente a enseñarles una lección. Cuando misteriosamente un barco aparece en medio de una espesa neblina, Tetra lo aborda para explorar. De repente, cae un rayo y se escucha un horrible grito de Tetra, por lo que Link intenta saltar hacia él para salvarla, pero con tanto esfuerzo no lo logra y termina cayéndose al agua.
Tras tener una visión de Tetra rodeada por la oscuridad y pidiendo su ayuda, Link se despierta en la Isla Mercay y conoce a Ciela, un hada que ha perdido su memoria. Con su nueva compañera, Link conoció a un anciano llamado Oshus (Siwan en las versiones española e italiana), o como Ciela le llama, abuelo, que le dio una espada y le dijo que fuera a buscar a un marinero llamado Linebeck, que quedó atrapado en el Templo del Rey del Mar, un templo con una maldición de absorber la vida de quien entra. Link lo rescata y ambos empiezan a viajar juntos recorriendo islas y templos para encontrar a Tetra con los espíritus atrapados en ellos. Después de pasar el templo del Fuego y rescatar a Leaf, el espíritu del Poder, Link tuvo que visitar el Templo del Rey del Mar y para no ser arrasado por la maldición obtuvo el Reloj Espectral, que por el tiempo que le quede se protege de la maldición. El templo es custodiado por espectros, que sólo pueden ser eliminados mediante la Espada Espectral y acaban con Link de un golpe. Tras encontrar la segunda carta náutica volvió al mar. Link encuentra a Nafi, el espíritu de la Sabiduría. Tras volver del templo Rey del Mar con una pista del Templo del Valor y pasarlo, el espíritu del Valor se fusiona con Ciela ya que esta es el espíritu que estaba dividido.
Link fue al barco fantasma pero descubre que Tetra quedó convertida en piedra y Siwan se revela como el Rey del Mar y que Link debe vencer a un monstruo maligno Bellum, pero solo puede hacerlo con un arma especial, la Espada Espectral (no es la Espada Maestra, ya que al final de Wind Waker, Link se la clava en la frente de Ganondorf, y deja allí la Espada Maestra en su frente clavada mientras él se eleva lentamente para volver a la superficie) Link visita a Zauz, el herrero, que le dice que necesita de tres metales puros que están en tres tribus para forjarla. Link consigue la tercera carta del Templo del Rey del Mar, junto con dos metales y la cuarta y última carta del Templo del Rey del Mar. Tras conseguir el tercero y último, Zauz le forja sólo la hoja, la empuñadura se la da al Rey del Mar junto con su poder mágico. Ya con la Espada Espectral completa, el Templo del Rey del Mar donde ya puede eliminar espectros. En el final pelea con Bellum y Ciela recupera la memoria. Deteniendo el tiempo derrota a Bellum, pero este posee a Linebeck en un caballero fantasma y Link tiene la última batalla con él en el destruido barco fantasma. Tras vencerlo y liberar a Linebeck, el Rey del Mar recupera su verdadera forma de ballena blanca y da gracias a todos. Link se despide de Ciela, ya que debe cumplir con su deber como espíritu. Link y Tetra despiertan en el Barco Fantasma encontrados por los piratas. Estos dicen que sólo pasaron diez minutos ausentes, y el barco fantasma se esfuma. Link aún conserva su Reloj Espectral y mira hacia el océano viendo a Linebeck despidiéndose en su barco.
Este Link aparece en Super Smash Bros. Brawl como personaje oculto con el nombre de Toon Link (Link animado o caricatura, por el estilo gráfico). Sin embargo, no aparece en técnicas de cel shading, sino en modelado real.

### The Legend of Zelda: Spirit Tracks(2009)
Spirit Tracks es la continuación directa de Phantom Hourglass, donde al final de la aventura Link se embarcó en la búsqueda de un nuevo Hyrule. Ahí, Link, Tetra y los piratas llegan a una tierra deshabitada a la cual bautizan como Hyrule. Los habitantes de la nueva Hyrule tienen un pacto con un demonio maligno que gobernaba como rey en esas áreas. Hubo entonces una épica batalla contra este ser, en donde los espíritus resultaron vencedores. Al no poder exterminarlo por completo, su única alternativa fue mantenerlo aprisionado en lugares remotos con cadenas y grilletes. Dichos grilletes hicieron que Hyrule se extendiera a lo largo de cuatro direcciones, que pasaron a convertirse en los «carriles espirituales» («Spirit Tracks»), usados por la población como vías útiles de transporte (en la versión en castellano se les llama "vías sagradas").
El juego inicia cien años después, con Link, un aprendiz de conductor de ferrocarriles, durante una ceremonia de graduación afuera del castillo de Zelda en la que habría de entregarse a Link el título de «maquinista real». Cuando la princesa se acerca a honrarlo con el título, le deja una nota en la que le previene del sospechoso primer ministro, diciéndole que deben encontrarse en secreto en un camino oculto. Así, Zelda acompaña a Link para resolver el misterio detrás de la desaparición de los carriles espirituales. La primera misión del juego es guiar a la princesa por los pasillos sin ser descubiertos por los guardias del castillo. En este nivel, se puede controlar a Link por medio de la pantalla táctil al igual que en The Legend of Zelda: Phantom Hourglass, pero para manejar a Zelda el jugador debe tocar un ícono en forma de remolino que está conectado a ella y trazar un sendero para que ella lo siga.
Al salir del castillo, Link se encuentra con Bigboy, su maestro que le ha entrenado para convertirse en maquinista real. Aparentemente, Bigboy es un exsoldado de Hyrule que dejó su cargo por alguna razón. Él ayuda a Zelda y Link a escapar a bordo de un tren con destino a la Torre del Espíritu. Mientras ellos investigan en ese lugar, las vías comienzan a desaparecer. Tras un impacto espectacular, el primer ministro decide hacerse cargo del grupo y vence a cada uno los protagonistas, mientras desvela su malvado plan: quiere liberar a Mallard, el maligno demonio mencionado previamente, cuyo espíritu se halla confinado en la Torre de los Dioses. Sin embargo, dado que de Mallard solo queda su espíritu, Makivelo (el primer ministro) precisa de un cuerpo que reúna ciertas características específicas: el cuerpo de la princesa Zelda. Por lo que la ataca y la "asesina", despojando a su cuerpo de su alma, el alma que aparece como una mota de luz brillante (que recuerda a las hadas) y se aleja.
Cuando Link recobra la consciencia, se halla tendido en una cama de la enfermería. A su lado está Bigboy, quien está bastante malherido por el ataque de Táligo. Al salir de la enfermería y avanzar un poco por el castillo, encuentra sorprendentemente al espíritu de Zelda deambulando por el castillo, intentando sin éxito comunicarse con quienes halla a su paso. Parece que Link es el único que puede verla y oírla.
El joven hyliano la sigue hasta sus aposentos, y Zelda, descubriendo que Link puede (como ya se ha dicho) verla y oírla, le entrega la Flauta Terrenal, instrumento que ha ido pasando de generación en generación por los gobernantes de Hyrule, creyendo que dicho instrumento (que es una flauta de Pan muy bella y decorada) les será de ayuda en su periplo. Dicha aventura consistirá en llegar a la Torre de los Dioses, que ha sido brutalmente deformada (quedando los pisos superiores separados entre sí y flotando sobre lo que queda y bajo una sisniestra nube negra) para encontrar una solución a la desaparición de las vías sagradas, que tiene como objetivo final la liberación definitiva del espíritu de Mallard.
Link y Zelda viajan por todo Hyrule: la región de los bosques, nieves, mares, fuego y arenas. Tenía que visitar los cuatro altares y Link con la flauta terrenal junto con un Lokomo y restaurar los carriles espirituales, ir a los cuatro templos, los cuales estaban llenos de acertijos y horribles monstruos para obtener los sellos y así se reconstruya la torre de las almas y entrar a los diferentes pisos de la torre de las almas para encontrar nuevos mapas, en este lugar Zelda ayudaba a Link en forma de espectro.
Al llegar al cuarto piso de la torre de las almas, se encuentran con Diego. De repente aparece Radiel. Ahí se descubre que Diego era un sirviente de los dioses y fue alumno de Radiel. Ambos, Diego y Radiel deciden enfrentarse en una batalla, Link y Zelda intentan ayudar, pero Radiel los saca de ese piso.
Más adelante se encuentran con Radiel y se enteran de que fue derrotada. Entonces deciden subir, cuando legaron al penúltimo piso, se encuentran nuevamente con Diego, pero esta vez deciden luchar. Link con su espada y Zelda en forma de espectro logran derrotarlo, tras una dura batalla. Cuando se dieron cuenta de que hacían un gran equipo juntos, Diego escapa. Ellos van tras él y se encuentran con Mallard y Makivelo. Justo en ese momento estaba resucitaba en el cuerpo de Zelda. Cuando lo hace, Diego le pide lo que habían quedado, pero ellos lo traicionan y lo dejan herido, luego se retiran en el tren diabólico.
Radiel lo recoge y les dice que la única forma que se separe el cuerpo de Zelda con el alma es con el Arco de Luz, que está en el templo de las arenas. Así Link y Zelda se dirigieron ahí, mientras que Radiel pensaba cómo encontrar al tren diabólico, el cual se fue a otra dimensión.
Cuando regresan con el arco, Radiel no sabe qué hacer para encontrar a Mallard. Entonces Diego les dice cómo, con la brújula sagrada. Mallard, al ser un ser impuro no podía tocarla. Por eso la abandonó en lugar secreto en el último piso, Radiel le da a Link la Espada Lokomo, que tiene toda las lágrimas de luz, Tras conseguirla logran entrar a la región de las tinieblas donde derrotan al tren diabólico y separan el alma de Mallard con el cuerpo de Zelda. Zelda intenta entrar a su cuerpo. Diego le dice que se concentre y evita que Mallard vuelva a entrar. Cuando Zelda lo logra, se festeja y abraza a Link, Mallard asesina a Diego y destruye por completo su alma. Mallard, al no tener otra salida, come a Makivelo y se transforma en un horrible monstruo maligno para destruir el mundo. Link y Zelda lucharon la batalla final y definitiva contra Mallard. Cuando Mallard estaba herido, Link y Zelda le clavan la Espada Lokomo en medio del punto débil de su frente, matándolo definitivamente. Finalmente, Radiel reconstruye la alma de Diego, junto con los otros Lokomo se van con los dioses al cielo mientras Link y Zelda se toman las manos. Zelda regresa al castillo y Link trasporta a las personas por los carriles sagrados. Ellos fueron los nuevos héroes de esta época, después del reloj de arena fantasma, con Rubén, Ciela y Linebeck, quien intercambiaba tesoros por dinero y piezas de barco. Zelda era descendiente de Tetra.

### The Legend of Zelda: The Minish Cap(2004)
Es el segundo Link de la cronología, Link es un joven amigo de la infancia de la princesa Zelda. La historia comienza cuando la princesa va a su casa a buscarlo para que vaya con ella a las fiestas Minish, ya que su abuelo le entrega la espada Smith para que se lo dé al ganador de los juegos minish. Link y Zelda van al castillo, con lo que dan la ceremonia real al ganador de los juegos, ya que el ganador resultó ser Vaati. Ahí es cuando comienza la aventura de Link, en la que Vaati transforma a la princesa Zelda en piedra y rompe la espada Minish (la cual fue forjada por los seres Minish). Link tiene que reforjar la espada y romper el maleficio de la princesa Zelda. Para eso, Link tiene que encontrar los cuatro Elementos: Tierra, Fuego, Agua y Viento. Además, hay un calabozo extra donde se podrá encontrar la Ocarina de los Vientos.

### The Legend of Zelda: Twilight Princess(2006)
Es el sexto Link de la Línea Del Link Niño, Cien años después de que el Héroe del Tiempo salvase Hyrule, al contarle a la Princesa Zelda sobre Ganondorf y prevenir de que obtuviera la Trifuerza (línea temporal de Link niño), una nueva amenaza se cierne sobre el reino. El Crepúsculo, una dimensión paralela habitada por seres demoniacos y grotescos, se está fusionando con Hyrule por la obra de Zant, el malvado Rey del Crepúsculo. En el sur de Hyrule, en una pequeña aldea llamada Ordon asentada en un acogedor valle, un joven de 17 años llamado Link es elegido para partir a un consejo hyliano en representación de la aldea, llevando un obsequio a la princesa Zelda.
Sin embargo, el día de partir, las afueras de Ordon son atacadas por salvajes seres que habitaban en el bosque de Farone y secuestran a los niños de la aldea, a los que Link aprecia mucho. El bosque también se ha fusionado con el Crepúsculo, y cuando Link se interna en él sin saberlo, se ve a sí mismo transformado en lobo.
Cuando despierta, una joven criatura del Crepúsculo llamada Midna promete ayudarle si Link le sigue sin vacilar y acata sus órdenes. Midna lleva a Link licántropo hasta los aposentos de Zelda, quien le cuenta cómo su reino está en decadencia por la presencia de Zant, y les pide a Link y a Midna que le ayuden a expulsar al Crepúsculo de lo que antes fue la bella tierra de Hyrule. Pero en realidad, Ganondorf es el verdadero enemigo a vencer en el final. Después Link encuentra la Espada Maestra con ella y con la piedra que le injertó Zant, podrá alternar la transformación entre lobo y humano, siempre que no haya testigos delante.
Según el nuevo aspecto y nuevas habilidades de Link en Super Smash Bros. Brawl, este Link reemplaza al héroe del tiempo. Así podemos ver un Link con cota de malla debajo de la túnica, bolsillos y ropa más desgastada. Cabe recalcar que este juego se produce después de los eventos de Majora's Mask

### The Legend of Zelda: Tri Force Heroes(2015)
Varios años después de los sucesos de A Link Between Worlds, Link cambia sus vestiduras para no ser reconocido, pero es reconocido y es mandado a otra aventura, pero en este caso es acompañado por otros Links, los cuales son controlados por tus amigos o desconocidos vía en línea.

### The Legend of Zelda: Breath of the Wild(2017)
Se establece miles de años después de Ocarina of Time, y se dice que ocurrirá inevitablemente al final de las tres líneas de tiempo. Link se despierta después de un siglo en una cápsula de estasis regeneradora de vida llamada "El Santuario de la Resurrección", y descubre que una fuerza maligna llamada Calamity (también conocido como Calamity Ganon) ha estado atrapada en el Castillo de Hyrule durante tanto tiempo como él había estado en estasis. Durante el último siglo, Hyrule ha caído en ruinas a raíz de Calamity Ganon, y ha sido recuperada en gran parte por la naturaleza. Link se entera de que Calamity Ganon ha ido ganando fuerza lentamente y que debe derrotarlo antes de que escape del castillo y destruya el mundo. Durante su aventura, se revela que Link era el Campeón Hylian y el caballero designado de la Princesa Zelda antes de sus heridas fatales y su sueño de 100 años. Él fue el héroe elegido por la propia Espada Maestra, para derrotar a Calamity Ganon, pero casi muere mientras protegía a Zelda, lo que la impulsa a que la tribu Sheikah lo ponga en estasis para curarlo. Zelda revela que Link era hijo de un caballero de la Guardia Real y que rara vez habla porque siente la necesidad de soportar la gran carga que se le ha impuesto en silencio.

### The Legend of Zelda: Tears of the Kingdom (2023)
En Tears of the Kingdom, Link ha obtenido nuevas habilidades con un misterioso brazo heredado de un antiguo ser que fue rey de hyrule, que le permite fusionar objetos, crear vehículos entre otras habilidades más. Además, se va a enfrentar Ganondorf, el rey demonio.

### The Legend of Zelda: Echoes of Wisdom (2024)
En Echoes of Wisdom, Link desaparece por una brecha que atraviesa a otra dimensión al derrotar a Ganon, pero antes de desaparecer usa una flecha para liberar a la Princesa Zelda

## Apariciones especiales
Link ha aparecido en otros juegos fuera de la serie "The Legend of Zelda":

### Super Mario RPG
Tanto en el juego de 1996 Super Mario RPG para la consola Super Nintendo, como en la adaptación del mismo del año 2023 para la Nintendo Switch, Link aparece durmiendo en una cama en una de las posadas. Hablar con él hará sonar el “sonido de pasadizo secreto” escuchado en la mayoría de los juegos de Zelda.

### Fable III
En uno de los pueblos del juego Fable III de 2010, se puede encontrar una tumba que dice: «Es peligroso ir solo, ten esto». Si cavas en esa misma tumba recibirás una espada de juguete, haciendo referencia al primer juego de Zelda.

### Link: The Faces of Evil
Link: The Faces of Evil, uno de los tres juegos que no hizo Nintendo y en el que Link es el protagonista, fue lanzado en 1993 para la consola de Phillips CD-i. En el, un mago visita a Link y le cuenta que Ganon y sus sirvientes han quitado la paz de la isla Koridai y han capturado a Zelda. Siendo informado que él es el único que puede vencer a Ganon, él encuentra el libro de Koridai, con el que podrá vencer a Ganon y liberar a la princesa.

### Super Smash Bros.
Es uno de los doce personajes que se pueden escoger en Super Smash Bros de Nintendo 64, de 1999. No hay información especial, Link utiliza su túnica Kokiri y su habitual arsenal, bombas, gancho y el búmeran. En el 2001, también aparece en Super Smash Bros. Melee de Game Cube, la secuela, en el cual también se encuentra Link niño como personaje oculto. Aquí es donde hace uso del arco y flechas por primera vez en la saga SSB. También aparece en Super Smash Bros. Brawl para Wii con su nueva apariencia del juego The Legend of Zelda: Twilight Princess (la última aventura de Link antes del lanzamiento de Link's Crossbow Training). También para Brawl, su versión de niño ahora se llama Toon Link por el llamado Toon Link, que es el Link de The Legend of Zelda: The Wind Waker y The Legend of Zelda: Phantom Hourglass. Ambos personajes utilizan las mismas armas y las mismas técnicas con una que otra variación, a las que ahora se suma un nuevo ataque especial en el que Link encierra a un enemigo en un cristal con la forma de la Trifuerza y empieza a asestar golpes con su espada, terminando en un golpe mortal que manda a volar al objetivo. Como según se afirma, a pesar de que la diferencia de Toon Link y Link es mínima, las características de su personalidad son únicas, mientras el Link realista es serio y destacado, personalidad propia de un adulto; Toon Link muestra una personalidad cómica y caricaturesca, personalidad propia de un niño.

### Soulcalibur II
En el juego de 2002 Soulcalibur II, tan solo para la versión GameCube, Link se encuentra en su etapa adulta. Entre sus ataques y habilidades más básicas destacan sus típicos objetos como el uso del arco, el bumerán e incluso sus bombas en general es un personaje ágil y equilibrado. No hay mucha historia, pero se sabe que después de salvar Hyrule de un malvado mago, controlado por el fragmento de la Soul Edge, se fue en travesía para destruir la maligna espada, por encargo de la Princesa Zelda. Deja Hyrule para destruir la Soul Edge y esta no le pueda hacer nunca daño a Hyrule ni a ningún otro lugar. Este Link es el Héroe del Tiempo de Ocarina of Time.

### Donkey Kong Country 2: Diddy's Kong Quest
Al final del juego de 1995 Donkey Kong Country 2: Diddy's Kong Quest, ya que venciste al Capitán K. Rool, entonces hablas con Cranky Kong. En una escena te muestra un "podio de ganadores" donde si no conseguiste las suficientes Hero Coins, estará Link ubicado en el 3.er lugar, Yoshi en el 2° y Mario en 1°, cada uno con una cantidad de monedas marcadas en donde están parados. Si conseguiste las monedas para estar en algún lugar, en 2° por ejemplo, entonces ya no sale Link, pues Diddy estará en 1° y Yoshi se irá a 3.º

### Escuela Wayside
Steven hace una parodia de él por su mismo aspecto y atuendo y su calabaza es parodia de Navi.

### Super Mario 3D Land
En el Mundo 5-2 hace el sonido cuando completas la misión dentro de la mazmorra.

### Mario Kart 8
Aparece como parte de un DLC del juego junto a algunos personajes de la serie Animal Crossing.

### Mario Kart 8 Deluxe
En Mario Kart 8 Deluxe es parte de los 41 personajes jugables de esta edición.

### Super Mario 3D World / Super Mario 3D World + Bowser's Fury
En Super Mario 3D World, antes de la segunda estrella verde en World Star -1, Rainbow Run, si el jugador camina en un área secreta, descubrirá una imagen de Link de 8 bits, escondida como un huevo de Pascua. Posteriormente, comenzará a reproducirse un arreglo del tema principal de The Legend of Zelda. Este huevo de Pascua reaparece en el puerto de Nintendo Switch.

### Super Mario Maker & Super Mario Maker 2
Link aparece como un disfraz de Mystery Mushroom en Super Mario Maker. Los disfraces de Link, Toon Link y Wolf Link se pueden desbloquear escaneando sus respectivos amiibo o al azar completando el Desafío 100 Mario. El traje de enlace es el sprite del original NES The Legend of Zelda. El disfraz de Wolf Link también incluye a Midna montada sobre Wolf Link
En la versión 2.0 de Super Mario Maker 2, el jugador se transforma en Link al recolectar el poder de Master Sword. Su apariencia se basa en su sprite del The Legend of Zelda original, aunque con el escudo rediseñado para basarse en el Escudo Hylian. Mientras está en esta forma, Link puede atacar a los enemigos con su espada, bloquear proyectiles con su escudo, realizar un Dash Attack para cargar a través de los enemigos, realizar un Down Thrust para atacar a los enemigos desde arriba, apuntar y disparar una flecha en tres direcciones para obtener elementos distantes. y usa una bomba para destruir bloques frágiles. Link también puede lanzar bombas debajo de él mientras viaja en un Koopa Clown Car. En el modo multijugador, si los cuatro jugadores obtienen una Master Sword, se convierten en los Links de traje verde, rojo, azul y morado de The Legend of Zelda: Four Swords.

### Voz de Link
Siempre ha habido controversia por este tema. Exceptuando una vez que dijo «Come On!»(¡Vamos!) en The Legend of Zelda:The Wind Waker, la voz de Link se limita a expresiones de dolor o gritos de guerra. Esto ha motivado innumerables parodias y versiones no oficiales. Shigeru Miyamoto ha expresado que esto es para que el jugador realmente crea que se trata de él y que el jugador sea la voz de Link (en casi todos los juegos de Zelda, se puede elegir un nombre para el personaje). Link, de hecho, significa ´´Conexión`` en inglés.

### Final Fantasy I
En el juego Final Fantasy I (tanto en su versión original de NES como en sus posteriores remakes), si acudimos a Elfeim, pueblo de los elfos, encontraremos tres tumbas cerca de la tienda de magia blanca de nivel 3. En la tumba de la izquierda se puede leer "Aquí yace Link".

### Datos adicionales
- En un episodio de The Powerpuff Girls el alcalde está jugando una parodia de "The Legend of Zelda: Ocarina of Time", donde aparece Link en la entrada del Templo de Sombra y mata a Navi por accidente.
- En un spot de Mirinda, se ve a un niño jugando el mismo juego. Mientras juega, Link se encuentra en Kakariko, bajo el árbol que está cerca de la entrada principal, un cofre, el cual abre y encuentra varias botellas de Mirinda. A partir de ahí se ve cómo Link ignora los comandos que el niño le da, para disfrutar de su Mirinda.
- Link está basado en Shigeru Miyamoto, en las cuales el autor quería añadirse en cierta forma al juego, ya que de pequeño le gustaba explorar cuevas y mazmorras.
- Cuando Kirby adquiere el poder de la espada usa un gorro similar al de Link y la espada se asemeja a la Espada Maestra.
- La estatua de Link en el juego The Legend of Zelda: Majora's Mask está basada en la cara de Shigeru Miyamoto cuando era niño.
- En la película "Shottas 2", en una casa de los protagonistas, se ve que donde tenían su televisor había conectada una Nintendo 64 con el videojuego "The Legend of Zelda: Ocarina of time". Con esto se puede ver el "boom" que creó el juego en esos años donde se narra la historia de Shottas.
- En un episodio de The Big Bang Theory a Sheldon y a Leonard les robaron varias consolas y juegos entre ellos "The Legend of Zelda", "The Legend of Zelda: Ocarina of Time" y "The Legend of Zelda: Twilight Princess".
- En la serie El Increíble Mundo de Gumball hay tres referencias a TLOZ, la primera cuando saca el videojuego de la caja hace referencia a la escena de Link abriendo un cofre, la segunda es el juego " The Tale of Zelmore" parodia the The Legend of Zelda, y en la tercera en el capítulo "El Tesoro" cuando Gumball, Darwin y Anais están en el sótano y La luz de la ventana se difracta en la esfera de nieve y llega a la chimenea, se puede escuchar el sonido de pasadizo secreto.
- En la serie de televisión La casa de los dibujos el personaje Xander es una parodia de Link.
- Link es zurdo, como se muestra en los videojuegos (y su propio nombre en alemán), a excepción de los juegos de "The Legend of Zelda: Twilight Princess" (versión Wii) y "Skyward Sword" debido a los controles de la Wii. Normalmente el Wii Remote (que controla las acciones como los espadazos) se sostenía en la mano derecha y el Nunchuk (que controla el movimiento) en la izquierda.
- Shigeru Miyamoto, en una entrevista, dijo que Link no hablaría, ya que perdería toda su personalidad. En el juego de "The Legend Of Zelda: Wind Waker" puede hablar, pero solo puede decir "Come on!" para hacer que una estatua le siga.
- Muchas de las personas que han escuchado sobre el juego pero nunca lo han jugado pensaban que el nombre de Link era Zelda.
- En el videojuego The Legend of Zelda: Ocarina of Time se puede comprobar la estatura de Link en el laboratorio de Lago Hylia, donde se encuentra una piscina con un medidor en metros y le da a Link una talla aproximada de 1.50 metros (cuando está completamente erguido).
- En la mayoría de los juegos de la serie, al empezar, Link aparece durmiendo excepto en The Legend of Zelda: Majora's Mask, (aunque algunos fanes sostienen que Link iba dormido sobre su yegua, cuando se despierta y mira a su alrededor dando a entender que se ha perdido) y en The Legend of Zelda: Twilight Princess que tampoco empieza durmiendo.
- En un episodio de Adventure Time, en el capítulo "Five Short Graybles" cerca de Ice King, cuando hacen en las votaciones al lado se muestra una Nintendo 64 y un cartucho de The Legend of Zelda: Ocarina of Time.
- Link tiene influencia del famoso personaje Peter Pan, esto se debe a la gran cantidad de similitudes que comparten ambos personajes. Fue confirmado en el año 2012 por Shigeru Miyamoto en una entrevista.